# Karl Hoefelmayr (Biotechnologe)
Karl Hoefelmayr (* 16. Januar 1867 in Kaufbeuren; † 9. Juni 1940) war ein deutscher Biotechnologe und Käsefabrikant.

## Leben
Karl Hoefelmayr studierte nach dem Besuch des Gymnasiums in Regensburg an der Musterlandwirtschaftsschule in Freising, wo er 1884 Mitglied des Corps Agronomia wurde. Anschließend studierte er zwei Semester am Polytechnikum München. 1890 ging er für ein Jahr an die Landwirtschaftliche Universität in Paris, um sich im dortigen chemisch-bakteriologischen Labor bei Émile Duclaux fortzubilden. Als Erstem gelang es ihm, Camembert mit gezüchteten Kulturen herzustellen, die er aus Camembert-Mikroorganismen isoliert und in Milch gezüchtet hatte. Nach seiner Rückkehr aus Frankreich begann er im Allgäu unter dem Markennamen Edelweiß mit der Herstellung von Camembert mittels Zuchtkulturen, zunächst in Haslach (Wangen), dann in Albrechts und ab 1894 in Kempten (Allgäu). 1907 nahm er die Produktion von Milchzucker auf. 1918 begann er mit der Vermarktung von Milchpulver als Säuglings- und Kindernahrung. Nach seinem Tod 1940 übernahmen seine Söhne Hanns Hoefelmayr und Karl Hoefelmayr die Leitung der Firma.

## Auszeichnung
- Ernennung zum Kommerzienrat
- Benennung des Hoefelmayrwegs und des Hoefelmayrparks in Kempten[2]